# تپه ملاکائیه (کوشک ملاکائیه)
تپه ملاکائیه (کوشک ملاکائیه) مربوط به هزاره سوم قبل از میلاد است و در شهرستان دنا، بخش مرکزی، ۱ کیلومتری روستای بادنگان واقع شده و این اثر در تاریخ ۱۹ دی ۱۳۵۶ با شمارهٔ ثبت ۱۵۵۱ به‌عنوان یکی از آثار ملی ایران به ثبت رسیده است.